# Інтерперсональний психоаналіз
Інтерперсональна теорія психіатрії  Гаррі Саллівана виникла в рамках психіатрії, але її ідейний фундамент мав відношення до соціальної психології, антропології, політології.
Гаррі Стек Салліван (Harry Stack Sullivan) почав свою кар'єру як військовий лікар. Через кілька років після отримання медичної освіти та участі в першій світовій війні став психіатром і домігся успіхів у цій галузі. Його першим керівником був В. Уайт - відомий нейропсихіатр з вашингтонської лікарні св. Єлизавети, психіатричного закладу Уайта в Нью-Йорку, де згодом Салліван буде президентом десять років. Цей заклад і до цього дня продовжує традицію Саллівана (і Е. Фромма), їх принципи та методи.
Поряд з психіатричною практикою і роботою в клініці Салліван читав лекції з психіатрії в США і за кордоном, працював в ЮНЕСКО, вивчав фактори, що впливають на міжнародну напруженість, цікавився проблемами розумового здоров'я, видавав журнал з психіатрії. Все це забирало у нього багато часу і заважало оформленню його думок. Тому лекції, записані учнями і колегами Саллівана, склали один-єдиний том його робіт, в якому представлена інтерперсональна теорія як цілісна система.
Р. Вудвортс пише, що внесок Саллівана в терапевтичну техніку був досить значним. Багато його робіт виконані на основі спостережень за хворими на шизофренію - і це в той час, коли медицина ще не знала методів, які наближали шизофреніків до людського статусу в спілкуванні.
Після деякого періоду проб і помилок у Саллівана викристалізувалися ідеї про важливість інтерв'ю, яке передбачає міжособистісну ситуацію. Лікар, який здійснює інтерв'ю, повинен активно спостерігати за тим, що робить хворий, як і що він говорить, але не допускати при цьому власного вторгнення в хід психічних процесів хворого, не нав'язувати йому своїх спотворень або персоніфікацій, які можуть привести хворого в стан виборчої неуважності . «Вчувствування» у взаємні емоції є характерними рисами такого інтерв'ю. Воно контрастує з тією об'єктивною роллю терапевта, яка була представлена в теорії Фрейда.
Г. Уеллс вважає Саллівана одним з провідних психоаналітиків-реформаторів. Відкинувши фрейдівську термінологію, він розробив свою власну, що робить його твори малозрозумілими для непосвячених. Він застосовує «культурну модель» міжособистісних відносин як засіб встановлення компульсивного динамізму, який нібито зумовлює психічну діяльність. Такі основні поняття психоаналізу, як несвідома мотивація, цензура, пригнічення і катарсис, випливають саме з його «міжособистісних» передумов.
Він повністю відмовився від поняття вроджених сил або потреб, поклавши в основу своєї психоаналітичної теорії міжособистісні відносини. На його думку, у дитини розвиваються компульсивні механізми, необхідні для встановлення контакту з соціальним середовищем. Вони згодом і складають основу тієї чи іншої структури характеру дорослої людини. Свідомість зрілого індивіда спирається на несвідомі механізми «Я», так звані самодинамізми, і здійснює опір будь-якій загрозі, звідки б вона не йшла, в тому числі від психоаналітика.
Згідно Салливану, людську свідомість уподібнюється сприйняттю водія в темну ніч. Фари його машини спрямовані тільки на частину ландшафту, хоча якщо водій захоче, він зможе висвітлити і решту, яка до того не сприймалася, або, висловлюючись термінологією Фрейда, перебувала в сфері підсвідомого. Але позаду машини лежить повна темрява, яка не може бути освітлена ніякими маневрами водія. Тут приховані мотиваційні системи або комплекси, які знаходяться в стані дисоціації. Вони проявляються (розряджаються) в снах, помилках, фантазіях і в стосунках з іншими людьми. Без такої розрядки відбулася б дезінтеграція особистості в результаті нестерпного тиску з боку несвідомої мотивації.
Малюючи цю картину, яка копіює фрейдівську модель, Салліван вважає, що від інтерперсональних відносин залежить, розкриє індивід своє справжнє інтегроване «Я», чи ні. Те, що ми думаємо про себе, залежить від того, що інші думали про нас в роки формування нашої особистості. Весь внутрішній світ в особистості, таким чином, береться з історії її спілкування з іншими людьми.
Він вносить корективи в теорію класичного фрейдизму. Навіть запропонований ним метод терапії радикально відрізнявся від фрейдівського. Лібідо не входить в його систему, секс розглядається в його вузькому сенсі, хоча і впливає на психічний розвиток індивіда, починаючи з раннього підліткового віку. Едипів комплекс редукується до ефекту, який впливає на дитину через владну поведінку з боку батька однієї з ним статі.
Салліван підкреслює соціальний аспект розвитку особистості, хоча і не ігнорує біологічний фактор. Його теорія, що стосується «Я-системи» відображає вплив Дж. Міда, а також антропологічних концепцій Р. Бенедикта та Е. Сепіра.

```
   Головним об'єктом психіатричного виявлення неврозів і психозів повинна бути не психічна структура (розум, особистість і т.д.), а ті види поведінки, які виникають між людьми.
```

```
   Розвиток і функціонування пізнавальних процесів у людини представлені в трьох формах: прототаксиса, паратаксису і синтаксису.
```

```
   
Прототаксис
 - непов'язаний «потік свідомості», низка окремих, невпорядкованих і неорганізованих відчуттів, емоцій, образів. Він характерний для немовлят, дорослі його переживають в сновидіннях і в змінених станах свідомості.
```

```
   
Паратаксис
 фіксує причинні зв'язки подій, що відбуваються одночасно, але не обов'язково пов'язаних між собою. На паратаксисі засновані забобони і забобони. Як і прототаксис, це архаїчна форма мислення, що є і у тварин.
```

```
   
Синтаксис
 - специфічно людська форма організації досвіду, заснована на використанні символів (мови). У ній присутні логічні зв'язку, загальноприйняті значення.
```

Перше міжособистісне (інтерперсональне) відношення виникає між дитиною і матір'ю. Звідси і перші дитячі реакції на соціальне оточення. Заспокоєння після народження, гарне годування, тепло, ейфорія періодично перериваються неприємними відчуттями, такими як голод, холод, біль і т.п .. Виникає напруженість, але ейфорія відновлюється, коли потреби дитини адекватно задовольняються. Це щось на зразок фрейдівського принципу задоволення - найбільш бажаний стан буття, вільний від збудження.
Згідно з інтерперсональною теорією, якщо мати знаходиться в напрузі, піклуючись про дитину, таке положення прямо зв'язується з явищем емпатії ( «вчувствованням»). Цей термін має свою історію в психології. Зокрема, Т. Липс позначав їм наше ставлення до творів мистецтва або розуміння почуттів інших людей на основі кінестетичних відчуттів, які виникають, коли ми свідомо чи несвідомо переймаємо пози уподібнення. Іншими словами, емпатія - це вираз інтуїції щодо почуттів інших людей, хоча в цьому сенсі термін втрачає певну наукову точність.
Салліван цікавився не так механізмами емпатії, як її ефекторними проявами. Перший ефект впливу на дитину - це втягнути його в напружений стан і таким чином позбавити його задоволення, яке могло б іншим шляхом прийти до нього через годування, обійми і т.п.
Спочатку джерело фрустрації не може бути пізнаним як особистісною або характерною рисою оточення дитини. Поступово крізь напругу різних дослідів дитина засвоює певну культуру, в якій вона розвивається, пізнаючи здатності і його оточення в цілому. Дитина робить відкриття, що при затримці задоволення його потреб він може применшити значення для нього «інших» людей. Тобто забезпеченість потреби в людях оцінюється в такій мірі, щоб віддати перевагу тієї напруги, яку легше витримати і яка тимчасово пов'язана з незадоволеністю фізичних потреб більшою мірою, ніж посилення тривоги в зв'язку з соціальною нестабільністю.
Тут можна знайти паралель між інтерперсональною теорією і фрейдівськими компромісами між «ід» і «его». Однак Фрейд розумів компроміс як спосіб використання лібідо, в той час як Салліван пояснює його гіпотезою особистісного динамізму.

В теоріях К. Юнга і А. Адлера вже було присутнє поняття самості, хоча і зі своїми відмінностями. Але загальне полягало в тому, що мова йшла про певні зв'язки всередині самого організму. Не заперечуючи цього, Салліван, проте, вважав за краще трактувати самість як систему звичок, які характеризують інтерперсональні реакції індивіда. Страх, що виникає в стані напруги, вчить його відрізняти схвальну і несхвальну поведінку. У зв'язку з цим дитина розвиває такі способи поведінки, які розраховані на впевненість в найбільшому забезпеченні його потреб.
«Я-система», або «Я-динамізм» (терміни, що вживаються в рівній мірі), являє собою сукупність таких звичок, які ґрунтуються на схвалення або несхвалення з боку інших. Якщо дитина діє в згоді з соціальними вимогами, «позитивне-для-мене» є підконтрольним йому. Якщо він порушує правила, «негативне-для-мене» підпорядковує його страху. Третя персоніфікація - «не-для-мене» виникає з метою здійснити дитячий досвід терору або відрази, що дозволяє вступити в комунікацію без нестерпного страху. Крім того, «Я-система» містить інші зразки поведінки, які розвиваються від тієї частини «Я», з якою індивід може вступати в комунікацію без почуття страху, а також розвиваються за посередництва навчання і інтересів, і не мають необхідного зв'язку з потребою уникати страху.

Епістемологічна проблема, тобто питання про те, як ми розуміємо самих себе у ставленні до навколишнього, завжди була важкою як для психологів, так і для філософів. На це питання Фрейд відповів в плані взаємодії між первинними і вторинними процесами. Салліван ж більше описував, ніж пояснював. Він визначив три способи досвіду, які реалізуються успішно, але, раз виникнувши, продовжують діяти за певних обставин на рівнях, де вищий спосіб дії займає місце кожного з попередніх.
Найпростіший спосіб - прототаксіс - характеризує найраніший, невпорядкований і неорганізований досвід дитини. Цей досвід і є світом дитини. У нього ще немає уявлення про час і простір, тому він не може успішно організовувати події і предмети. Його досвід складається з ізольованих, безвідносних інтелектуальних станів, в яких ще немає ні об'єкта, ні суб'єкта. Такий поділ виникає пізніше. У своєму «океанічному» характері цей прототаксичний досвід має щось спільне з фрейдівським первинним процесом. Ж. Піаже використовував аналогічні факти для наукового відтворення раннього досвіду дитини.
Поступово світ дитини починає набувати рис організованості. Дитина усвідомлює, наприклад, що певні звуки - доброзичливий голос матері або її кроки - обіцяють швидкий і найбільш солодкий з усіх об'єктів - її груди, пляшечку з молоком тощо. Інший звук є сигналом радісної появи хорошого друга - собаки. На основі такої послідовності дитина починає передбачати події і пояснювати їх. Якщо «Б» відбувається після «А», «Б» тлумачиться як результат останнього - форма думки, яку Гаррі Салліван називає нереалістичною. Але дитина таким шляхом починає застосовувати мову символів до певних об'єктів і до людей. Він відкриває, що витяганням певних звуків можна домогтися панування над матір'ю, а за допомогою інших їм самим можуть нехтувати. Він також дізнається про те, що певні сигнали не можуть бути залежними від його дії постійно. Його надії не завжди реалізуються паратаксічним способом, тому що вони мають «особливе значення» більшою мірою, ніж «послідовно обгрунтоване значення» попереднього синтаксичного способу.
На наступних рівнях, яких дитина досягає, застосовуючи логічні засоби міркування, сприймаючи в результаті загальні відносини, він усвідомлює, що інші люди можуть погоджуватися з його точкою зору і що спілкування з іншими на цій основі легше і спокійніше.
Однак навіть після досягнення цієї стадії розвитку і тривалого вживання узгоджених і обґрунтованих символів деякі індивіди можуть деградувати психічно, чи не реалізуючи паратаксичний спосіб дії.
Так, молода дружина може бути переконана в тому, що чоловік більше її не любить, тому що він мовчить за обідом. Салліван називає це фальшивим усвідомленням причинності. Він зазначає, що невротики особливо схильні до паратаксичного способу дії. Але навіть ті люди, які визнаються нормальними, змішують паратаксичний і синтаксичний способи в своєму мисленні.
Це ускладнює взаєморозуміння між людьми в такій мірі, як ніби вони говорять на різних мовах: один мислить суб'єктивно, аутистично, оперуючи цінностями, які він придбав під час своїх «персоніфікацій» в ранні роки; думки ж іншого більш тісно пов'язані з реальністю. Мрії і відповідні їм сновидіння властиві людям з паратаксичним способом дії. Під впливом Фрейда Салліван вірив, що сновидіння дають віддушину для залишкових потреб. Адже «Я-система» - це не суто генетичні стадії в класичному фрейдівській розумінні. Вони відображають генетичний розвиток на основі досвіду взаємодії з оточуючими. Дитинство, як перша стадія триває від народження до тих пір, поки дитина придбає певну легкість в мовної діяльності. Дитина пізнає об'єктивний світ, формує особливий інтерес до поведінки людей в цьому світі, розуміючи, що від цієї поведінки залежить його благополуччя.
Дитина вчиться витримувати малі напруги, пов'язані з тілесними потребами. У той же час він сам розвиває систему засобів, яка знімає життєві хвилювання. Тоді ж починає кристалізуватися шкала цінностей по відношенню до людей, яких дитина приймає або не приймає. Такі цінності стають основою для багатьох паратаксичних оцінок інших людей, з якими він пізніше вступає в життєвий контакт. Його «хороші», «ейдетичні» люди стають нещасними жертвами дитячих забобон.
Коли дитина вже готова перейти від спостережень за родиною до спостережень за групами інших дітей, виникають труднощі в освоєнні нею цивілізації. У цей період розвивається новий динамізм, але досить часто відбувається повернення до старого динамізму (регресія). Виникає злість як природна реакція на перші життєві поразки. Однак Салліван розглядає її як спосіб нейтралізації хвилювань. Якщо цей тренувальний процес не пов'язаний з батьківської ніжністю, будь потяг до людського тепла зв'язується в розумінні дитини з його усуненням, що супроводжується сильним хвилюванням. Він переживає те, що називається злорадною трансформацією. Остання робить дитину підозрілою, а його характер - важким. Весь світ сприймається вороже налаштованим по відношенню до нього.
Значний інтерес викликає період, що передує підлітковому віку. Салліван відзначає, що десь близько восьми років між дітьми виникає дружба. Друга присвячують в коло таємниць, а він зі свого боку робить те ж саме. В основному друзів вибирають тієї ж статі. Збіг у психічних особливостях однолітків може стати основою для виникнення певних груп.
Салліван вважає ці відносини справжнім проявом любові в житті дитини, любові в тому сенсі, що все, що задовольняє одного, є таким же важливим для самої дитини, і він готовий на будь-яку жертву, щоб довести це. У цей час дитина вже проявляє свою любов егоїстично, щоб натомість отримати задоволення своїх потреб.
У підлітковому віці одностатева дружба відкриває шлях для еротичного динамізму. Саме тут протилежність між позиціями Фрейда і Саллівана стає найбільш гострою. На думку останнього, сексуальні потяги виявляються на цьому ступені, а інтерес спрямовується до протилежної статі. Логічно було б думати, що безкорислива любов цього періоду буде тривати і знайде нову форму в гетеросексуальном поведінці. Однак це дуже рідко трапляється - навіть в періоди змужніння і повної зрілості. Причину не слід шукати в ранніх невирішені проблеми лібідо. Нею є скоріше стурбованість тим, що питання сексу обставляються обмежують соціальними поглядами, позиціями, властивій культурі. Така стурбованість перешкоджає встановленню інтимних відносин. Зокрема це стосується ніжності, завдяки якій сексуальна підготовка взагалі стає можливою. Через такі стандарти, прийняті суспільством, багато дорослих так і не виходять з доподросткового рівня.
Деякі серйозні проблеми особистості в більш пізні періоди також відзначені інвертованим, перетвореним динамізмом. У більш широкому оточенні, яке тепер постає перед людиною, він поступово вчиться бачити себе з точки зору інших. Виникає проблема репутації як джерела серйозного занепокоєння за себе. Виникає потреба у співпраці, в соціальному визначенні. Якщо соціальне визначення зростає на основі змагання (конкуренції) або незалежної поведінки, людина починає культивувати саме таку стратегію дії.
Інтерперсональне - продукт інтерперсонального. У цьому сенсі особистість є ні що інше, як квазістабільності фокус в системі міжперсональних відносин. В результаті виключається головна характеристика психологічного об'єкта - індивідуальність особистості, вона розглядається як ненауковий міф. Салліван зводить її до функції персоніфікації в системі «его». Так, прагнення подолати антагонізм між особистістю як замкнута система і соціальним оточенням, за визначенням їй ворожим, призвело до того, що саме середовище випарувалося, звелася до мережива міжособистісних психологічних відносин, а особистість виявилася лише їх проєкцією.